# Władimir Wilisow
Władimir Piotrowicz Wilisow (ros. Владимир Петрович Вилисов; ur. 19 kwietnia 1976 w Nowokuźniecku) – rosyjski biegacz narciarski. Jego najlepszym wynikiem olimpijskim jest dwukrotnie 15. miejsce na dystansach 30 i 50 km podczas igrzysk olimpijskich w Salt Lake City. W mistrzostwach świata najwyższą jego pozycją było dwukrotnie 7. miejsce, raz na MŚ w Ramsau (1999) i raz na MŚ w Lahti (2001). Najlepsze wyniki w Pucharze Świata uzyskał w sezonie 1998/1999, kiedy to zajmował 21. miejsce w klasyfikacji generalnej. W 1996 roku wystartował na mistrzostwach świata juniorów w 1996, gdzie zdobył złoty medal w sztafecie, zajął 25. miejsce w biegu na 10 km techniką klasyczną, a na dystansie 30 km stylem dowolnym był piętnasty.

## Osiągnięcia

### Igrzyska olimpijskie
| Miejsce | Dzień     | Rok  | Miejscowość    | Konkurencja           | Czas biegu | Strata  | Zwycięzca                   |
| ------- | --------- | ---- | -------------- | --------------------- | ---------- | ------- | --------------------------- |
| 15.     | 9 lutego  | 2002 | Salt Lake City | 30 km stylem dowolnym | 1:11:31,0  | +2:23,1 | Christian Hoffmann          |
| 36.     | 14 lutego | 2002 | Salt Lake City | 2 × 10 km łączony     | 49:48,9    | +1:56,5 | Thomas Alsgaard Frode Estil |
| 15.     | 23 lutego | 2002 | Salt Lake City | 50 km st. klasycznym  | 2:06:20,8  | +8:16,7 | Michaił Iwanow              |

### Mistrzostwa świata
| Miejsce | Dzień     | Rok  | Miejscowość   | Konkurencja             | Czas biegu | Strata  | Zwycięzca       |
| ------- | --------- | ---- | ------------- | ----------------------- | ---------- | ------- | --------------- |
| 9.      | 19 lutego | 1999 | Ramsau        | 30 km stylem dowolnym   | 1:15:26,2  | +2:32,0 | Mika Myllylä    |
| 7.      | 28 lutego | 1999 | Ramsau        | 50 km stylem klasycznym | 2:18:08,7  | +3:19,7 | Mika Myllylä    |
| 13.     | 17 lutego | 2001 | Lahti         | 2 × 10 km łączony       | 47:15,5    | +51,9   | Per Elofsson    |
| 11.     | 19 lutego | 2001 | Lahti         | 30 km stylem klasycznym | 1:14:17,9  | +2:06,2 | Andrus Veerpalu |
| 7.      | 25 lutego | 2001 | Lahti         | 50 km stylem dowolnym   | 2:05:27,2  | +3:59,7 | Johann Mühlegg  |
| 13.     | 19 lutego | 2003 | Val di Fiemme | 30 km stylem klasycznym | 1:12:29,3  | +34,1   | Thomas Alsgaard |
| 35.     | 23 lutego | 2003 | Val di Fiemme | 2 × 10 km łączony       | 47:42,3    | +1:29,1 | Per Elofsson    |
| 17.     | 1 marca   | 2003 | Val di Fiemme | 50 km stylem dowolnym   | 1:54:25,3  | +3:23,5 | Martin Koukal   |

### Mistrzostwa świata juniorów
| Miejsce | Dzień       | Rok  | Miejscowość | Konkurencja             | Wynik     | Strata  | Zwycięzca    |
| ------- | ----------- | ---- | ----------- | ----------------------- | --------- | ------- | ------------ |
| 25.     | 31 stycznia | 1996 | Asiago      | 10 km stylem klasycznym | 27:42,8   | +1:36,0 | Per Elofsson |
| 1.      | 2 lutego    | 1996 | Asiago      | Sztafeta 4 × 10 km      | 1:50:39,4 | -       | -            |
| 15.     | 4 lutego    | 1996 | Asiago      | 30 km stylem dowolnym   | 1:33:18,9 | +6:28,7 | Fabio Santus |

### Puchar Świata

#### Miejsca w klasyfikacji generalnej
- sezon 1997/1998: 98.
- sezon 1998/1999: 21.
- sezon 1999/2000: 25.
- sezon 2000/2001: 28.
- sezon 2001/2002: 56.
- sezon 2002/2003: 35.
- sezon 2003/2004: 47.
- sezon 2004/2005: 138.

#### Miejsca na podium
| Nr | Dzień   | Rok  | Miejscowość | Konkurencja             | Czas biegu | Pozycja | Strata | Zwycięzca      |
| -- | ------- | ---- | ----------- | ----------------------- | ---------- | ------- | ------ | -------------- |
| 1. | 7 marca | 1999 | Lahti       | 15 km stylem klasycznym | 38:48,7    | 2.      | +11,2  | Bjørn Dæhlie   |
| 2. | 4 marca | 2000 | Lahti       | 30 km stylem klasycznym | 1:13:29,3  | 3.      | +20,1  | Michaił Iwanow |